# Ópera Romena de Cluj-Napoca

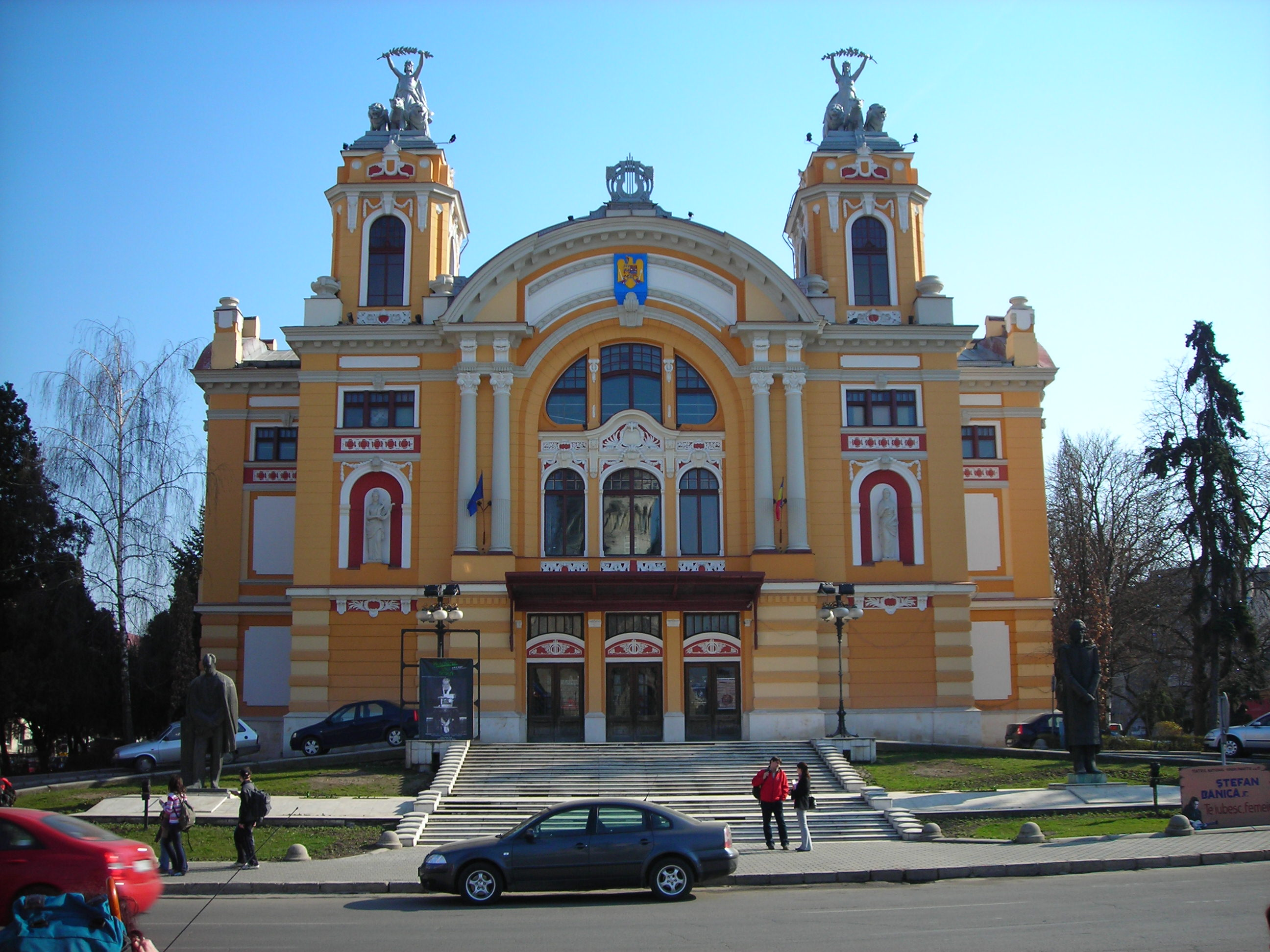
Vista frontal

A Ópera Nacional Romena de Cluj-Napoca (em romeno:  Opera Națională Română din Cluj-Napoca) é uma companhia de ópera e balé fundada em 1919. É uma instituição pública subordinada ao Ministério da Cultura e Cultos da Romênia e está localizada no prédio do Teatro Nacional Lucian Blaga. É a primeira instituição lírica do país e uma das mais emblemáticas da Europa.
A Ópera Nacional foi oficialmente inaugurada em 18 de setembro de 1919, simultaneamente com o Teatro Nacional e a Academia de Música Gheorghe Dima. Em 13 e 14 de maio de 1920, os dois primeiros espetáculos - dois concertos sinfônicos - foram conduzidos pelo maestro tcheco Oskar Nebdal.
Durante a Segunda Guerra Mundial, quando Cluj se tornou parte da Hungria, a Ópera Romena mudou-se para Timișoara e tornou-se a Ópera Estatal Romena de Cluj-Napoca em Timișoara. Em dezembro de 1945, no final da guerra, quando Cluj se tornou novamente parte da Romênia, a Ópera retornou a Cluj e retomou suas atividades.
A construção do prédio que abriga a Ópera Nacional Romena de Cluj-Napoca começou em 1904 e foi concluída em 1906. O prédio foi projetado pelos arquitetos Ferdinand Fellner e Hermann Helmer, que projetaram vários teatros e palácios em toda a Europa no final do século XIX e início do século XX, incluindo os teatros em Iași, Oradea, Timișoara e Chernivtsi (em romeno: Cernăuți). Desde 1919, quando Cluj passou para a administração romena, o prédio tem sido a sede do Teatro Nacional Romeno e da Ópera Romena local.
O salão tem capacidade para novecentos e vinte e oito lugares, sendo concebido no estilo neobarroco, com algumas inflexões inspiradas na arte nova na decoração do foyer.